# Parom
Parom is een bestuurslaag in het regentschap Nagan Raya van de provincie Atjeh, Indonesië. Parom telt 610 inwoners (volkstelling 2010).